# Литерарно новинарство
Литерарно новинарство (Ново новинарство) је стил писања вести 1960-их и 1970-их година и новинарство које користи књижевне технике. Том Вулф је кодификовао термин са својим садашњим значењем 1973. године објавивши збирку новинарских чланака под називом Ново новинарство. Збирка је укључивала и дела Трумана Капотеа, Хантера С. Томпсона, Нормана Мајлера, Џоан Дидион и других. 

## Историја
За ову врсту новинарства карактеристично је да се појављивало у више временских таласа. У свакој од појавних фаза пратило га је веће или мање почетно неразумевање, да би се последње две деценије отклониле дилеме да ли је ова врста писања примерена новинарству.
Први пут се овај правац појавио крајем 18. века у Француској и почетком 19. века у Америци.
Али један талас ове врсте новинарства снажно је обележио медијску продукцију половином 20. века. У литератури се још назива књижевно новинарство, наративним новинарством или врстом новог журнализма. Одредница "ново" односи се на промену обраде и измену стила писања медијског садржаја. Нови стил писања односи се пре свега на уношење сензибилитета у текст и баланс емоција с фактографијом.
Том Вулф је забележио да се са новим стилом извештавања у новинарству поменутог типа први пут сусрео 1962. године у тексту под називом Господин, аутора Геј Талеса. Талесов чланак није био класични чланак у часопису. То је била кратка прича коју он је није почео подацима, већ описом једне сцене догађаја. Вулф је рекао како је Талес био први који је спојио технику фикције са извештавањем. Господин се сматра колевком ове нове технике. 
Велики утицај на ове промене у новинарству имала је тадашња књижевност, посебно нека издања која су имала револуционарни карактер са гледишта књижевности и с гледишта новинарског стваралаштва. Једно до најутицајнијих књижевних дела овог типа је био роман In Cold Blood, аутора Трумана Кепотеа , објављен 1966. Овај роман донео му је светску славу и сврстао га у анале новинарства. Заслуге су му пре свега биле успешност у повезивању књижевне форме (романа) са догађајем који је изазвао велики немир јавности у Америци. Реч је о убиству једне породице у Канзасу. Кепоте је неколико година провео истражујући овај догађај, објављујући га прво у Њујоркеру, а потом га транспоновао у књигу под називом In Cold Blood. у оба формата, Кепот негује исти стил писања: много успешних нарација, мноштво гледишта, дијалога, интервјуа, детаља, нових чињеница. При том је износио и лично мишљење о догађају. Једном речју, аутор је успешно комбиновао вештину писања и запажања с мноштвом самостално пронађених чињеница о догађају. 
У свим развојним периодима, литерарно или ново новинарство унело је у медијску продукцију нове елементе и праксу писања с више емоција, дескрипције, детаља, дијалога, фичер, драме, хронике и слично. Литерарно новинарство 30-их година 19. века успоставило је нека нова правила, касније преузета и продубљена у таласима ноовг журнализма 60-их година 20. века. 
Репортаже Елизабет Кокрин, инспирисане делом Жила Верна Пут око света за 80 дана, навеле су ову ауторку не само да пише на граници између књижевног и публицистичког стила већ и да живи 
у догађају који прати. Овај сегмент "уласка у причу" већ у том периоду може бити означен и као врста ангажованог журнализма, с обзиром на висок степен директне новинарске укључености
у догађај. Репортажно извештавање Елизабет Кокрин утицало је на настанак фељтона, приче у наставцима, али и на промену става у новинарству a priori непознати поступци изношења личног мишљења и сликовите дескрипције. Елизабет Кокрин писала је комбинујући фактографију с личним импресијама, догађају је давала хуману страну, истраживала је укључујући се у догађај, а садржај публикованог текста у медијима одисао је нарацијом и дијалогом, својственим новом журнализму. Успешним комбиновањем у писању ове две методе и технике, Кокринова је отворила врата лежернијем структурисању и компоновању текста у новинарству, што је 60-их година 20. века у новом журнализму било одлучујуће за диференцијацију од дотадашњих, устаљених форми медијског продуковања садржаја.
Стил писања вести новинара литерарног профила јесте стил у развијању, јер представља новинарску иницијацију према књижевном и уметничком писању и изражавању. При томе наративно-новинарски текст не би смео да изгуби елемент реалности. Он мора да представи стварност и чињенице из догађаја онаквим какве оне заправо јесу и у складу са етичким захтевима писања и стварања у медијској продукцији. Посебност новинара-наратора из овог правца новинарства огледа се у креативној употреби књижевне композиције, структуре, језика, делимично и форме. Они важност дају занимљивој презентацији медијског догађаја и при томе у великој мери користе факторе емоција. И то чине на двојак начин. С једне стране, дозвољен је ауторски (новинарско-нараторски) угао гледања на догађај и уношење "субјективног" у садржај наративног текста. С друге стране, аутор свесвно усмерава делове текста на емотивну реакцију и прераду медијске публике. При томе наратори литерарног новинарства теже да успоставе близак однос с публиком пишући у првом лицу једнине и тиме постижу непосредност у обраћању и комуникацији.

## Карактеристике литерарног новинарства
Амерички новинар Том Вулф прави јасну дистинкцију литерарног новинарства од класичног. Сматра да је оно што разликује ову врсту писања од класичног новинарству пре свега употреба дијалога, субјективност новинара-писца, коју он назива "лажно треће лице", избегавање уобичајне методе и технике писања, које користи новинар у класичном новинарству. 
Мноштво емоција, сензибилних гледишта, личних прича и детаља у овом новинарству вешто се комбинују с чињеницама, што као резултат има интригантан медијски садржај. Стога се као опште карактеристике ове врсте новинарства наводе: 
- субјективизам
- нови књижевно-новинарски жанрови
- померање граница медијске стварности (нови угао гледања на догађај)
- нови профил новинара (новинар-књижевник)

Литерарно новинарство уноси једну нову динамику посматрања и бележења стварности догађаја. Укључује у структуру и промену стила писања за медије, елемент субјективног доживљаваја чињенице или контекста догађаја отвара оне скривене дубине у новинару-писцу, које не може да користи у писању за класичне форме и стилове у медијском стваралаштву.